# Русское кладбище (Ницца)
Русское кладбище Кокад (фр. Cimetière russe de Caucade, Русское кладбище в Ницце, фр. Cimetière russe de Nice, Николаевское кладбище) — русское православное кладбище на западной окраине Ниццы, открытое в 1867 году. Второе по размерам русское кладбище во Франции после парижского Сент-Женевьев-де-Буа. На кладбище похоронено более 3000 российских подданных и русских эмигрантов.

## История
В 1866 году Российское консульство и состоящий в ведении российского Святейшего синода храм Николая и Александры приобрели участок земли в квартале Кокад на окраине Ниццы. Сюда были перенесены останки соотечественников, похороненных в иных местах. Прежде русских хоронили на городском кладбище Шато, причём неимущих — в общей могиле. Открытие кладбища в 1867 году было ознаменовано повелением императора Александра II именовать его «Николаевским» в память наследника престола цесаревича Николая Александровича, скончавшегося в 1865 году в Ницце. Из-за близости русского кладбища к фортификационным сооружениям береговой обороны, созданным в 1891 году, последние стали называться La batterie Russe («Российская батарея»)
В центре кладбища была воздвигнута часовня Николая Чудотворца, небесного покровителя цесаревича Николая Александровича. Половину средств выделила графиня Анна Толстая (урождённая Хилкова) в память о муже Александре Толстом, скончавшемся в Ницце. Иконостас для часовни в 1911 году пожертвовал Павел фон Дервиз, владелец богатой виллы Вальроз в Ницце. В 1920-е годы она была расширена до размеров небольшой церкви, а внутри была установлена мраморная доска с именами офицеров русской императорской армии, скончавшихся в Ницце между 1921 и 1954 годами.
С момента создания ниццкого Николаевского собора (1912) кладбище было закреплено за ним.
После перехода в 2011 году Николаевского собора в ведение Московского патриархата кладбище оставалось приходским погостом русских храмов в Ницце — Николаевского собора (Московский патриархат) и Николо-Александровской церкви (Константинопольский патриархат, с 2019 года Румынский патриархат). До конца 2017 года представители РФ трижды не являлись на судебные слушания по вопросу управления кладбищем. 25 февраля 2021 года суд в Ницце признал право собственности на Николо-Александровский храм и кладбище за ACOR-Nice, приняв во внимание тот факт, что эти объекты находятся в распоряжении ACOR с 1927 года.
Кладбище управляется старостой прихода Николо-Александровской церкви Алексеем Львовичем Оболенским.
25 апреля 2025 года Апелляционный суд французского Экс-ан-Прованса урегулировал имущественный спор вокруг православной церкви Святителя и Чудотворца Николая и Мученицы Царицы Александры на улице Лоншан и русского православного кладбища Кокад в Ницце в пользу России

## Известные имена
См. также: Похороненные на Русском кладбище Кокад (Ницца)
- Адамович, Георгий Викторович (1894—1972) — русский поэт и критик
- Алданов, Марк Александрович (1886—1957) — русский писатель
- Альникин, Николай Васильевич (1898—1987) — донской казак, поэт, инженер-геолог
- Барк, Пётр Львович (1869—1937) — последний министр финансов Российской империи
- Берхман, Георгий Эдуардович (1854—1929) — генерал российской армии, участник Белого движения
- Бехтеев, Сергей Сергеевич (1879—1954) — русский поэт-монархист
- Бобринский, Алексей Александрович (1852—1927) — государственный и общественный деятель
- Воеводский, Степан Аркадьевич (1859—1937) — морской министр, член Государственного Совета
- Волжин, Александр Николаевич (1860—1933) — обер-прокурор Святейшего Синода
- Волконский, Владимир Михайлович (1868—1953) — русский общественный и политический деятель, член Государственной думы от Тамбовской губернии
- Воронов, Сергей Абрамович (1866—1951) — хирург
- Гартман, Борис Егорович (1878—1950) — генерал-майор
- Голенищев, Владимир Семёнович (1856—1947) — учёный-египтолог, один из основателей московского Музея Александра III
- Елена Петровна Сербская (1884—1962) — дочь сербского короля Петра I Карагеоргиевича, жена князя императорской крови Иоанна Константиновича Романова
- Жемчужников, Владимир Михайлович (1830—1884) — русский поэт и государственный деятель, один из создателей Козьмы Пруткова
- Кочубей, Елизавета Васильевна (1821—1897) — княгиня, автор нескольких романсов
- Лазаревский, Владимир Александрович (1897—1953) — журналист
- Малявин, Филипп Андреевич (1869—1940) — художник
- Меллер-Закомельский, Александр Николаевич (1844—1928) — барон, генерал от инфантерии, член Государственного Совета
- Недошивин, Александр Михайлович (1868—1943) — православный священник, эсперантист
- Носик, Борис Михайлович (1931—2015) — писатель и журналист
- Рабенек, Элла Ивановна (1880—1944) — танцовщица
- Раевский, Александр Николаевич (1795—1868) — полковник
- Ренников, Андрей Митрофанович (1882—1957) — русский писатель
- Рокасовский, Платон Иванович (1800—1869) — барон, Финляндский генерал-губернатор
- Романов, Ростислав Александрович (1902—1978) — князь
- Романова, Марина Петровна (1892—1981) — княжна
- Сабанеев, Леонид Леонидович (1881—1968) — музыковед, композитор
- Сазонов, Сергей Дмитриевич (1860—1927) — государственный деятель, министр иностранных дел Российской империи в 1910—1916 гг.
- Свечин, Михаил Андреевич (1876—1969) — генерал, герой русско-японской войны, участник Белого движения
- Смирнов, Владимир Петрович (1875—1934) — предприниматель
- Сибиряков, Александр Михайлович (1849—1933) — золотопромышленник, исследователь Сибири, меценат
- Стремоухов, Пётр Петрович (1865—1951) — государственный и общественный деятель
- Трухачёв, Сергей Михайлович (1879—1942) — офицер Русской императорской армии и генерал Русской армии, первопоходник
- Черячукин, Александр Васильевич (1872—1944) — генерал русской армии
- Шервашидзе, Александр Константинович (1867—1968) — князь, художник
- Щербачёв, Дмитрий Григорьевич (1857—1932) — генерал от инфантерии Русской императорской армии, участник Белого движения
- Юденич, Николай Николаевич (1862—1933) — генерал от инфантерии Русской императорской армии, деятель Белого движения
- Юрьевская, Екатерина Михайловна, светлейшая княгиня (урождённая княжна Долгорукая) (1847—1922) — морганатическая супруга императора Александра II

На мраморных надгробиях знаменитые исторические фамилии — князей Гагариных, Оболенских, Церетели, Волконских.